# L'Héritage des 500 000
Pour plus de détails, voir Fiche technique et Distribution.
L'Héritage des 500 000 (五十万人の遺産, Gojūman-nin no isan) ou Legs des 500 000 est un film japonais réalisé par Toshirō Mifune, sorti en 1963. C'est l'unique réalisation du célèbre acteur.

## Synopsis[1]
Pendant la Seconde Guerre mondiale, l'empire du Japon transporte par avion un lot de pièces d’or vers les Philippines pour payer les dépenses de l’armée impériale japonaise. Après la guerre, le trésor est abandonné à l’étranger, comme des millions de soldats japonais, et gît quelque part dans la montagne au nord de la baie de Manille.
Takeichi Matsuo, un ancien comptable de l’armée revenu dans son pays après la guerre, travaille comme cadre dans une petite entreprise. Takeichi rencontre Mitsura Gunji, le patron d’une grande entreprise, qui lui propose de retourner aux Philippines chercher le trésor. Devant son refus, Mitsura menace de nuire à sa fille Masako. Takeichi est donc contraint de partir avec Mitsura, son frère Keigo et leur garde du corps Tsukuda sur un navire de contrebande. Pendant le voyage, ils doivent faire face à une tempête, à la suite de laquelle ils aperçoivent des hommes à la mer. Alors qu'ils se sont arrêtés pour leur porter secours, Keigo demande de repartir sans eux, voulant même tirer sur les naufragés.
Déguisés en Chinois et en soldats américains, ils accostent dans une région peuplée de tribus natives. Après un parcours en jeep (au cours duquel ils ont rencontré un homme mystérieux), puis à pied, Takeichi indique l'emplacement des pièces d'or. Les hommes creusent, mais ne trouvent qu'un casque. Takeichi pense qu'il a mal évalué la position. Il est attaché à un arbre avec une corde, et les autres membres partent à la recherche des pièces, à l'aide du détecteur de métaux. Ils pensent avoir trouvé les pièces dans une grotte, mais ce ne sont que des ossements humains. Lorsqu'ils sont de retour, Takeichi a disparu et la corde a été coupée.
Takeichi a été libéré par Yamazaki, un de ses anciens subordonnés. Ce dernier avait été sauvé par une native de la tribu Igorot, qu'il a épousée, et comme le veut la tradition, il a été obligé de devenir un membre de la tribu. Il explique à Takeichi avoir trouvé les pièces d'or et les avoir cachées à un autre endroit. Il les déterre avec Takeichi. Les deux hommes veulent s'enfuir pour rendre le trésor au peuple japonais, selon la volonté de Takeichi, en mémoire des « 500 000 Japonais » tués aux Philippines pendant la guerre. Mais ils proposent finalement aux autres de partir avec eux. Ils voient au loin la jeep en feu. Yamazaki leur indique qu'il y avait vu un radeau au bord de la rivière.
Alors que les hommes s'apprêtent à partir sur le radeau, Yamazaki est tué par sa propre femme avec un javelot. Fuyant la jungle, Keigo et Tsukuda se tirent dessus l'un l'autre pour posséder le trésor, sous l'œil de Takeichi. Keigo est grièvement blessé. La nuit, les trois autres hommes s'enfuient avec les pièces d'or. Plus tard, à la suite de tensions entre eux, ils se ravisent. Mais entre-temps, Keigo est mort. Takeichi leur explique qu'il avait fait un pari avec Keigo : contrairement à Keigo, il pensait qu'ils allaient revenir. Takeichi ajoute que Keigo est donc mort en pensant que ses hommes l'avaient trahi.
Les Japonais finissent par arriver sur une plage et voient leur bateau au loin. Alors qu'ils s'approchent du bateau, ils sont tués par deux hommes (dont l'homme mystérieux rencontré auparavant) qui recherchaient aussi le trésor. L'un d'eux explique qu'il s'est occupé de Mitsura Gunji. Le film se termine par un plan sur les pièces d'or sur la plage.

## Fiche technique
- Titre original : 五十万人の遺産 (Gojūman-nin no isan?)
- Titre français : L'Héritage des 500 000[2]
- Titre français alternatif : Legs des 500 000
- Titre international : Legacy of the 500,000[3]
- Réalisation : Toshirō Mifune
- Scénario : Ryūzō Kikushima
- Photographie : Takao Saitō
- Montage : Shuichi Anbara, Akira Kurosawa[4]
- Musique : Masaru Satō
- Décors : Yoshirō Muraki
- Sociétés de production : Takarazuka Motion Picture Company, Tōhō, Mifune Productions
- Sociétés de distribution : Tōhō, Carlotta Films (France)
- Pays de production :  Japon
- Langue originale : japonais
- Genres : aventures, guerre, drame
- Format : noir et blanc (avec inserts couleurs) — Tohoscope — 35 mm — 2,35:1 — son mono
- Durée : 97 minutes
- Dates de sortie :
  - Japon : 28 avril 1963[5]
  - France : 21 décembre 2018 (première, à Lyon)[6] ; 3 avril 2019 (sortie en salles)[7],[8]

## Distribution
- Toshirō Mifune : Takeichi Matsuo
- Tatsuya Nakadai : Mitsura Gunji
- Tatsuya Mihashi : Keigo Gunji
- Tsutomu Yamazaki : Tsukuda
- Yuriko Hoshi : Masako
- Yoshio Tsuchiya : Yamazaki
- Mie Hama : l'épouse de Yamazaki

## Sortie vidéo
Le film sort en DVD et Blu-ray le 28 août 2019 chez Carlotta Films.